# Come on in This House
Come on in This House è un album di Junior Wells, pubblicato dalla Telarc Records nel 1996. Il disco fu registrato (e mixato) al Dockside Studio di Maurice, Louisiana ed al Soundtrack Studios di New York City (Stati Uniti).

## Tracce
1. What My Mumma Told Me/That's All Right – 4:31 (Amos Blakemore (Junior Wells))
2. Why Are People Like That? – 3:51 (Bobby Charles)
3. Trust My Baby – 4:59 (Rice Miller (Sonny Boy Williamson))
4. Million Years Blues – 5:10 (Rice Miller (Sonny Boy Williamson))
5. Give Me One Reason – 5:00 (Tracy Chapman)
6. Ships on the Ocean – 5:26 (Amos Blakemore (Junior Wells))
7. She Wants to Sell My Monkey – 4:31 (Hudson Whittaker (Tampa Red))
8. So Glad You're Mine – 5:46 (Arthur Crudup)
9. Mystery Train – 6:58 (Herman Parker Jr., Sam Phillips)
10. I'm Gonna Move to Kansas City – 3:39 (Robert McCollum, Robert Nighthawk)
11. King Fish Blues – 5:17 (Hudson Whittaker (Tampa Red))
12. You Better Watch Yourself – 3:45 (Little Walter (Walter Jacobs))
13. Come on in This House – 5:51 (Amos Blakemore (Junior Wells))
14. The Goat – 3:42 (Rice Miller (Sonny Boy Williamson))

## Musicisti
Brano 1
- Junior Wells - voce, armonica
- Derek Trucks - chitarra slide elettrica
- Jon Cleary - pianoforte acustico
- Bob Sunda - basso elettrico a sei corde
- Herman Ernest III - batteria

Brano 2
- Junior Wells - voce, armonica
- Sonny Landreth - chitarra slide elettrica (primo assolo)
- Derek Trucks - chitarra slide elettrica (secondo assolo)
- Jon Cleary - pianoforte acustico
- Bob Sunda - basso elettrico a sei corde
- Herman Ernest III - batteria

Brano 3
- Junior Wells - voce, armonica
- Corey Harris - chitarra steel
- Jon Cleary - pianoforte acustico
- Bob Sunda - basso acustico
- Herman Ernest III - batteria

Brano 4
- Junior Wells - voce, armonica elettrica
- Alvin Youngblood Hart - dobro a dodici corde (con pick-up)
- Bob Sunda - basso acustico
- Herman Ernest III - batteria

Brano 5
- Junior Wells - voce, armonica
- Sonny Landreth - chitarra steel, chitarra slide elettrica
- Bob Sunda - basso acustico
- Herman Ernest III - batteria

Brano 6
- Junior Wells - voce, armonica
- Corey Harris - chitarra steel

Brano 7
- Junior Wells - voce, harmonica
- Alvin Youngblood Hart - voce, chitarra steel (primo assolo)
- Tab Benoit - chitarra acustica (secondo assolo)
- Bob Sunda - basso acustico

Brano 8
- Junior Wells - voce, armonica
- John Mooney - chitarra slide elettrica
- Jon Cleary - pianoforte acustico
- Bob Sunda - basso acustico
- Herman Ernest III - batteria

Brano 9
- Junior Wells - voce, armonica
- Corey Harris - chitarra steel (primo assolo)
- Bob Margolin - chitarra acustica (secondo assolo)
- Bob Sunda - basso acustico
- Herman Ernest III - batteria

Brano 10
- Junior Wells - voce, armonica
- Derek Trucks - chitarra slide elettrica
- Bob Sunda - basso acustico
- Herman Ernest III - batteria

Brano 11
- Junior Wells - voce, armonica
- John Mooney - chitarra slide elettrica
- Bob Sunda - basso acustico

Brano 12
- Junior Wells - voce, armonica
- Derek Trucks - chitarra slide acustica
- Jon Cleary - pianoforte acustico
- Herman Ernest III - batteria

Brano 13
- Junior Wells - voce, armonica
- Bob Margolin - chitarra elettrica
- Bob Sunda - basso acustico
- Herman Ernest III - batteria

Brano 14
- Junior Wells - voce, armonica
- Corey Harris - chitarra steel
- Jon Cleary - pianoforte acustico
- Bob Sunda - basso acustico
- Herman Ernest III - batteria